# منطقه وانگ تای سین
منطقه وانگ تای سین (به لاتین: Wong Tai Sin District) یکی از مناطق هجده‌گانه هنگ کنگ در چین است. منطقه وانگ تای سین ۹٫۳۶ کیلومتر مربع مساحت و ۴۲۰٬۱۸۳ نفر جمعیت دارد.